# Julia Rosenqvist
Julia Rosenqvist (* 24. März 1998) ist eine ehemalige schwedische Tennisspielerin.

## Karriere
Rosenqvist spielte vorrangig auf der ITF Women’s World Tennis Tour, wo sie einen Titel im Einzel gewinnen konnte.
2016 erhielt sie eine Wildcard für die Qualifikation zu den Ericsson Open, ihrem ersten Turnier der WTA Tour. Sie unterlag in der ersten Runde Elise Mertens mit 3:6 und 0:6.
2018 gewann sie im Juli in Amstelveen ihren ersten und einzigen ITF-Einzeltitel und erreichte mit Platz 782 Anfang August ihre beste Platzierung in der WTA-Einzelweltrangliste.
2019 qualifizierte sie sich im Juli zusammen mit ihrer Partnerin Vladica Babić für das Hauptfeld im Damendoppel der mit 60.000 US-Dollar dotierten Braidy Industries $60,000 Women’s Tennis Classic, wo die beiden als Qualifikantinnen das Finale erreichten, das sie dann mit 6:74 und 4:6 gegen Sanaz Marand und Caitlin Whoriskey verloren. Eine Woche später erreichten die beiden das Viertelfinale der Kentucky Bank Tennis Championships. Ende Juli erreichte sie damit mit Platz 584 die beste Platzierung in der WTA-Doppelweltrangliste. Anfang August erhielt sie als Lucky Loser einen Startplatz im Hauptfeld des Dameneinzels der Koser Jewelers Tennis Challenge, wo sie aber bereits in der ersten Runde gegen Liang En-shuo mit 4:6 und 0:6 verlor.

### College Tennis
Von 2018 bis 2022 spielte Rosenqvist für das Damentennisteam der California Golden Bears der University of California, Berkeley.

## Turniersiege

### Einzel
| Nr. | Datum         | Turnier    | Kategorie   | Belag | Finalgegnerin | Ergebnis      |
| --- | ------------- | ---------- | ----------- | ----- | ------------- | ------------- |
| 1.  | 15. Juli 2018 | Amstelveen | ITF $15.000 | Sand  | Ida Jarlskog  | 4:6, 6:0, 6:3 |

## Persönliches
Rosenqvist besuchte das Akademi Båstad Gymnasium in Båstad, machte 2022 an der University of California, Berkeley ihren Bachelor of Arts für Internationale Wirtschaft und arbeitet seit Ende 2023 als Brand & Customer Manager Vaccines für MSD Sverige in Stockholm.